# Jump Jupiter
Jump Jupiter war ein Jump ’n’ Run Online-Browsergame des Studios Spots on Fire, das später in Goodgame Studios überging. Es wurde 2010 mit dem Goldenen Spatz in der Kategorie Onlinespiel ausgezeichnet. Jump Jupiter war online ohne Download spielbar. Insgesamt waren über 964.000 Spieler angemeldet.
Jump Jupiter wurde auf verschiedenen Servern sowie als App auf SchülerVZ gespielt. Bis zum 1. Juni 2011 konnte man Jump Jupiter auch als App in MeinVZ spielen. Am 30. September 2014 wurde Jump Jupiter eingestellt.

## Spielprinzip
Im Spiel konnte man mit seiner Spielfigur laufen und springen. Für diese Figur hatte man die Auswahl zwischen den Charakteren Toff und Klonk. Der Toff sah aus wie eine Mischung aus Mensch und Bär mit einem breiten Oberkörper, der Klonk war ein rechteckiger Roboter. Die Spielwelt bestand aus vier Monden (Taygete, Themisto, Metis und Ananke), die jeweils in mehrere Levels unterteilt waren, die wiederum jeweils einer von drei Kategorien zugeordnet waren: Quest, Fun oder Battle. Es gab 23 Quests, bei denen man jeweils Checkpoints aktivieren konnte, die die Sprungkraft, die Schnelligkeit oder den Schutz der Figur verbesserten. Des Weiteren gab es fünf FUN-Level, wo man aus Spaß umherspringen konnte, jedoch gab es dort keine Checkpoints. Battle-Level konnten aus einem Rennen gegen andere Mitspieler oder einem Kampf um einen Control-Checkpoint bestehen. Außerdem gab es einen Spacepark, wo Spieler nach Lust und Laune, leichtere oder schwierigere Level selber bauen und diese dann für alle veröffentlichen konnten. In einem Spacepark-Level gab es maximal drei Checkpoints, die dem Spieler jeweils 50 JupiterPoints brachten. Mit diesen JupiterPoints konnte man seinen Level erhöhen, die Anzahl der benötigten Punkte pro aufzusteigenden Level steigt dabei stetig an. Einen Level aufzusteigen gab dem Spieler den Vorteil von mehr Lebenspunkten und Ansehen innerhalb des Spiels. Einen Bonus für einen Level Up gab es dabei nicht.
Im Spiel gab es zwei Währungen. Eine davon war Thebe, die andere heißt Jupiter Coins (JuCos). Mit ihnen konnte in den verschiedenen Shops der Monde eingekauft werden. Thebe konnte man in „Bonis“ finden und bei Jackpots gewinnen, die es auf jedem Planeten in jedem Quest gab, außer in dem Tutorial. Jackpots endeten in einem regelmäßigen Zyklus, der von einer Stunde (Die Reise beginnt) bis zu vier Wochen (Herbstgarten) lang sein konnte. Wessen Namen am Ende über dem Jackpot stand, gewann die  Thebe. Diese konnte man sowohl in einem Team, als auch alleine gewinnen, wobei der Gewinn im Team aufgeteilt wurde. Der Gewinn eines Jackpots erhöhte sich, je mehr Boni mit Thebe in dem Level gesammelt wurden. JuCos konnten nur in den Bonis gesammelt werden. Beide Währungen konnten aber auch für echtes Geld gekauft werden.

## Boni
Boni waren kleine runde Kugeln, in denen entweder Items, Thebe oder Juco stecken. Man öffnete sie, indem man auf sie drauf springt, sie mit Bomben beschädigt oder von höher gelegenen Plattformen herunter warf. Es gab Boni mit Stacheln die bei Berührung der Figur Schaden zufügten. In diesen steckten meist wertvollere oder mehr Items als in den Boni ohne Stacheln, die sich dafür aber leichter öffnen ließen.

## Shop (Händler)
Im Ingame Shop konnte man für die zwei oben genannten Währungen (Thebe & Juco) Items kaufen, die einem ein leichteres Spielen ermöglichten, den eigenen Charakter verschönerten oder einem Vorteile gegenüber anderen Spielern brachten. Neben verschiedenen Waffen, wie bspw. den Sprungteufeln, den Bomben oder dem Schleim konnte man hier in verschiedenen Unter-Kategorien auch Icons, Geschenke für andere Spieler, Moves für den eigenen Charakter, Pets und Artefakte kaufen.
Erklärung:
- Waffen: Mit den verschiedensten Waffen kämpfte man in Jump Jupiter gegen andere Spieler und Monster. Manche frierten Gegner ein, andere ließen sie unkontrolliert springen oder verletzten sie einfach nur.
- Icons: Diese „Verschönerten“ den eigenen Charakter. Es handelte sich um verschiedene Symbole, die auf der Brust des Toffs oder Klonks abgebildet waren. Es gibt Icons die nur Klonks tragen konnten, und Icons die nur Toffs tragen konnten.
- Geschenke: Hierbei handelte es sich um verschiedene Gegenstände, die man Freunden oder anderen Spielern schenken konnte. Sie wurden Ü-box genannt.
- Moves: (Englisch für „Bewegung/en“) Mit diesen konnte der Charakter verschiedene spezielle Dinge tun, die allerdings von rein optischer Natur waren.
- Pets: (Englisch für Haustiere) Diese Haustiere verfolgten den Spieler auf Schritt & Tritt durch die Levels, sobald man diese im Menü kaufte und ausgewählt hat. Sie hatten keinen besonderen Nutzen, sondern sahen einfach nur hübsch aus. Eine Ausnahme bildeten hierbei drei Kompasspets, die den Spieler zu besonderen Gegenständen (Checkpoints, Superbonis, Artefakte) hinbrachten.
- Artefakte: Zu diesen gehörten das Frostschutzmittel, die zwei Portalteile, der Pilzschlüssel, die zwei Käfertalismanteile und vier Raketenantriebsteile. Diese benötigte man, um auf den Monden Themisto, Metis und Ananke landen zu können, und um ganz spezielle Level freizuschalten. Sie waren in den Leveln versteckt. Einige mussten allerdings im Shop gekauft werden oder man ließ sie sich von anderen Spielern schenken.
- Tarnungen: Man konnte Tarnungen kaufen, mit denen man sich für eine bestimmte Zeit verstecken konnte